# UFC Fight Night: Volkov vs. Rozenstruik
UFC Fight Night: Volkov vs. Rozenstruik（ユーエフシー・ファイトナイト：ヴォルコフ・バーサス・ホーゼンストライク、別名UFC Fight Night 207、UFC on ESPN+ 65）は、アメリカ合衆国の総合格闘技団体「UFC」の大会の一つ。2022年6月4日、ネバダ州ラスベガスのUFC APEXで開催された。

## 大会概要
本大会はアレキサンダー・ヴォルコフとジャルジーニョ・ホーゼンストライクのヘビー級戦が組まれた。

## 試合結果

### プレリミナリーカード
第1試合 女子フライ級 5分3R
○  エリン・ブランチフィールド vs.  JJ・アルドリッチ ×
2R 2:38 ギロチンチョーク
第2試合 ウェルター級 5分3R
○  リナト・ファクレトディノフ vs.  アンドレアス・マイカライディス ×
3R終了 判定3-0（30-26、30-26、30-27）
第3試合 フライ級 5分3R
○  ジェフリー・モリーナ vs.  ジャルガス・ジュマグロフ ×
3R終了 判定2-1（28-29、29-28、30-27）
第4試合 バンタム級 5分3R
○  トニー・グレーブリー vs.  ジョニー・ムニョス ×
1R 1:08 KO（右アッパー→パウンド）
第5試合 ライト級 5分3R
○  ブノワ・サン＝デニ vs.  ニクラス・シュトルツェ ×
2R 1:32 リアネイキドチョーク
第6試合 フェザー級 5分3R
○  デイモン・ジャクソン vs.  ダニエル・アルグエタ ×
3R終了 判定3-0（30-27、30-27、29-28）
第7試合 ライト級 5分3R
○  ジョー・ソレッキ vs.  アレックス・ダ・シウバ ×
3R終了 判定2-0（28-28、28-27、29-27）
第8試合 女子ストロー級 5分3R
○  カロリーナ・コバケビッチ vs.  フェリス・ヘリッグ ×
2R 4:01 リアネイキドチョーク

### メインカード
第9試合 ライトヘビー級 5分3R
○  アロンゾ・メニフィールド vs.  アスカル・モジャロフ ×
1R 4:40 TKO（グラウンドの肘打ち連打）
第10試合 フライ級 5分3R
○  オデー・オズボーン vs.  ザルーク・アダーシェフ ×
1R 1:01 KO（右フック→パウンド）
第11試合 女子フライ級 5分5R
○  カリーニ・シウバ vs.  ポリアナ・ボテーリョ ×
1R 4:55 ダースチョーク
第12試合 フェザー級 5分3R
○  ルーカス・アウメイダ vs.  マイケル・トリザーノ ×
3R 0:55 TKO（左フック→パウンド）
第13試合 フェザー級 5分3R
○  モフサル・エフロエフ vs.  ダン・イゲ ×
3R終了 判定3-0（30-26、30-27、30-27）
第14試合 ヘビー級 5分5R
○  アレキサンダー・ヴォルコフ vs.  ジャルジーニョ・ホーゼンストライク ×
1R 2:12 TKO（スタンドパンチ連打）

### 各賞
ファイト・オブ・ザ・ナイト：ルーカス・アウメイダ vs. マイケル・トリザーノ
パフォーマンス・オブ・ザ・ナイト：カリーニ・シウバ、オデー・オズボーン
各選手にはボーナスとして5万ドルが授与された。

### カード変更
負傷などによるカードの変更は以下の通り。